# فادي أفرام
فادي أفرام (1954 -)، قائد سابق لميليشيا القوات اللبنانية بين 13 سبتمبر 1982 حتّى 9 أكتوبر 1984. ولد في الأشرفية، وهو متزوج من إحدى حفيدات مؤسس الكتائب الشيخ بيار الجميّل.
عينه بشير الجميّل خليفةً له على رأس القوات بعد انتخابه رئيسًا للجمهورية وقبل يوم واحد من اغتياله. وتدرج أفرام في سُلَّم القوات فقد كان من أوائل الملتحقين بفرقة البجين، ثم عين في الاستخبارات العسكرية للقوات قبل أن يصبح نائب رئيس الأركان فرئيسًا لها. شهدت فترة قيادته حرب الجبل التي منيت فيها القوات بهزيمة مدوية تسببت في تهجير شبه كلي للمسيحيين من الشوف. توترت علاقته بالرئيس أمين الجميّل الذي كان يسعى للسيطرة على حزب الكتائب الذي تُهيمن عناصره على القوات ، وقد أدّى ذلك إلى استبداله بفؤاد أبو ناضر. يقيم حاليًّا في كندا.